# 枇杷山公园
枇杷山公园是一处位于重庆市渝中区中山二路的城市公园。山高345米，为渝中区最高点。

## 历史
公园初始为国民党将领，四川省政府主席王陵基的私人花园“王园”，1955年政府介入后改为城市公园面对公众开放，1956年修建了盆景园。

## 红星亭

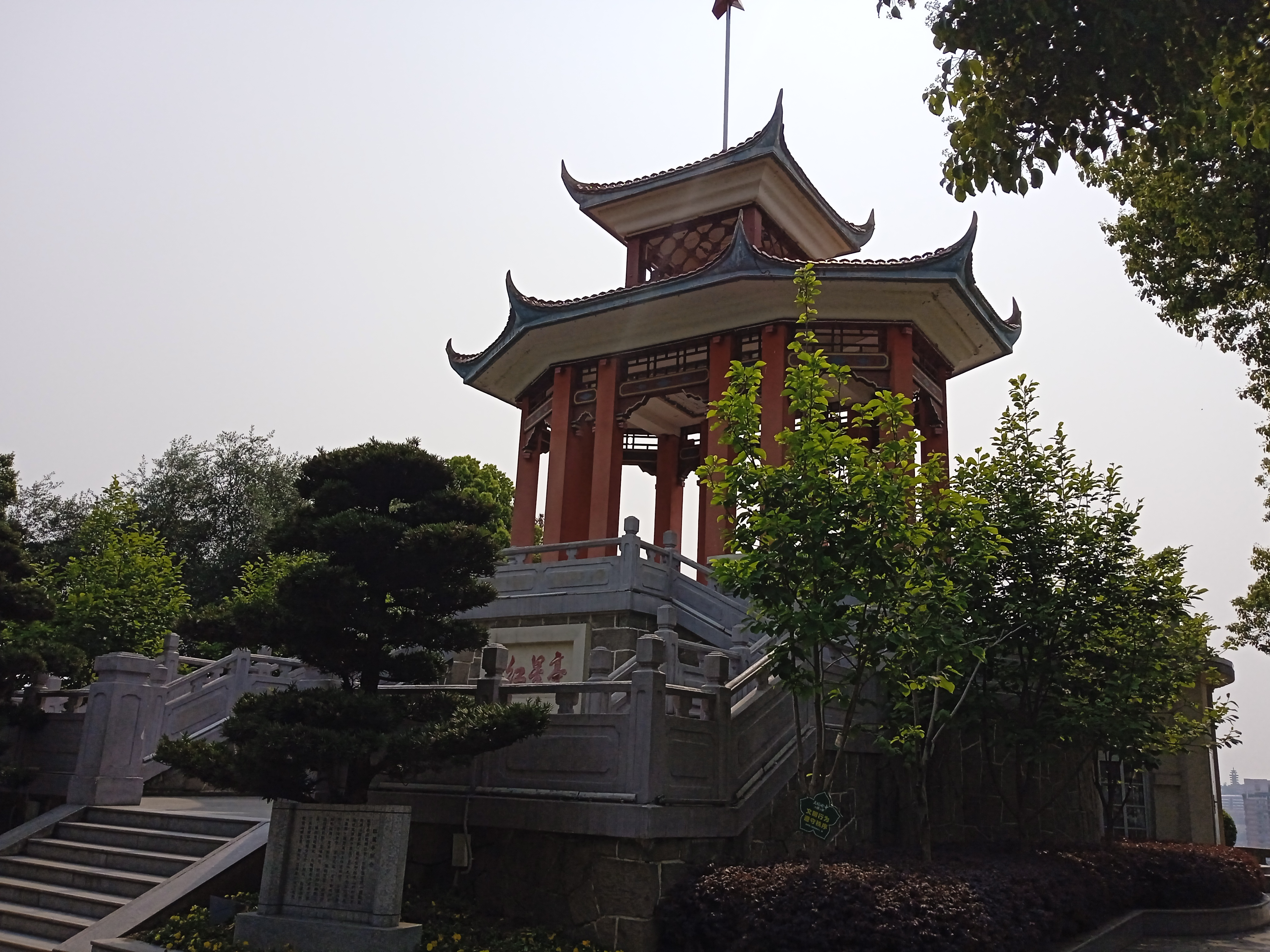
红星亭侧望

修建于1957年，为公园最高点，呈八角帽形状，占地面积130平，曾经是老重庆的标志性建筑之一，可以俯瞰整个渝中半岛夜景。